# Далекий (фільм, 2024)
«Далекий» (англ. Distant) — американський науково-фантастичний фільм виробництва DreamWorks Pictures та Amblin Entertainment. Його зняли Вілл Спек і Джош Гордон за сценарієм Спенсера Коена. У головних ролях Ентоні Рамос, Наомі Скотт і Закарі Квінто. Фільм знятий у Будапешті, Угорщина, у розпал пандемії COVID-19.

## Синопсис
Космічний корабель з шахтарями на борту під час багаторічного польоту потрапляє в скупчення астероїдів. Штучний інтелект корабля, L.E.O.N.A.R.D., евакуює людей у рятувальних капсулах на найближчу планету. Головний герой, Енді Рамірез, опиняється далеко від решти команди. В його капсулі виявляється обмаль спорядження, а скафандр зазнає пробоїни. Енді нашвидкоруч ремонтує скафандр, але капсула загорається. L.E.O.N.A.R.D., інтегрований до скафандра, пропонує Енді дати назву планеті і той називає її «Пішов до біса, L.E.O.N.A.R.D.». Не маючи гадки де він опинився й де інші шахтарі, Енді подорожує сірою пустелею.
Він натрапляє на великий уламок корабля. Енді забирає з трупа шахтаря рюкзак з запасом повітря, однак, він виявляється пошкоджений. Незабаром Енді зустрічає ще одного вцілілого, Двейна. Він пояснює, що поки шахтарі перебували в анабіозі, компанія-власниця корабля вирішила змінити курс, щоб заощадити гроші на паливі. В результаті корабель опинився в невідомому регіоні космосу. Допомоги в кращому випадку доведеться чекати 16 місяців. Але Двейн налаштований оптимістично і відправляє сигнал лиха. Коли Енді випадково вимикає освітлення, Двейна забирає якась тварина. Тоді Енді бере Двейнову зброю (L.E.O.N.A.R.D. коментує, що це крадіжка) і продовжує пошуки решти вцілілих.
Пізніше Енді приймає сигнал від начальниці бурової установки Наомі, яка не може вибратися з капсули. Шлях до неї довгий, проте Енді вирішує ризикнути, попри те, що в нього лишилося мало кисню. Наомі зауважує, що L.E.O.N.A.R.D. — це проблемний штучний інтелект, якому властива гіперопіка та неадекватна допомога людям. Енді оточують невідомі істоти, він провалюється в замерзлу печеру й тікає від павукоподібної тварини. Він рятується, проте знову пошкоджує скафандр, через що втрачає частину кисню. В печері він отримує повідомлення від Двейна, чий запас кисню лишається єдиною надією на виживання. Скерований Наомі, Енді досягає Двейна, коли той стає жертвою тварини. Наомі відволікає істот, активувавши гучномовці в розкиданих навколо капсулах. Утікши, Енді попередає Наомі, що тварини можуть відкривати капсули. Згодом він усвідомлює, що «павуки» не переслідують його, бо Енді опинився на території підземного хижака. Чудовисько хапає Енді, тоді він обманом змушує L.E.O.N.A.R.D. зробити йому дефібриляцію, внаслідок чого істота випльовує чоловіка.
Енді досягає капсули з Наомі, коли в нього вичерпується запас кисню. Наомі ділиться з ним своїм запасом, а Енді звільняє її причавлену уламком ногу. «Павуки» оточують їх обох, Енді та Наомі біжать до великого уламка корабля. Наомі відволікає тварин пострілами ракетниці, поки їй з Енді не вдається сховатися всередині. В вантажному відсіку виявляється великий запас повітря та харчів, щоб протриматися до прибуття рятувальників. Але одному «павуку» вдалося проникнути в корабель. Енді придумує розчавити істоту рятувальною капсулою. Він залазить туди, поки Наомі приманює «павука» сигнальними ліхтарями. L.E.O.N.A.R.D. повідомляє, що запуск капсули спалить його мікросхеми і прощається з Енді. Коли капсула падає на «павука», у спогаді з'ясовується, що Енді став шахтарем аби забути загибель своєї дружини та сина.
Чекаючи порятунку, Енді та Наомі вирішують жити разом. Вони намагаються пригадати звідки походить мелодія L.E.O.N.A.R.D., якою виявляється «Mesmerize» Джа Рула.

## Актори
| Актор                 | Роль             |
| --------------------- | ---------------- |
| Ентоні Рамос          | Енді Рамірез     |
| Наомі Скотт           | Наомі Калловей   |
| Крістофер Гів'ю       | Двейн            |
| Закарі Квінто (голос) | штучний інтелект |
| Іззі Джонс            | Міа Рамірез      |

## Виробництво
21 лютого 2019 року Amblin Partners оголосила, що купила сценарій Спенсера Коена. У серпні 2019 року повідомлялося, що режисерами фільму будуть Вілл Спек і Джош Гордон, а продюсерами — Браян Кавано-Джонс, Фред Бергер та Анна Галберг. У грудні 2019 року до акторського складу приєднався Ентоні Рамос. Рейчел Броснаген поповнила акторський склад в лютому 2021 року, але пізніше вибула з проєкту через конфлікти в розкладі; її замінила Наомі Скотт у серпні 2020 року. Зйомки розпочалися в Будапешті, Угорщина, 21 вересня 2020 року. У результаті пандемії COVID-19 акторський склад і знімальна група дотримувалися низки протоколів безпеки, включаючи процедури «поглибленої санітарної обробки», носіння масок та соціальну дистанцію. У жовтні 2020 року повідомлялося, що Крістофер Гів'ю приєднався до акторського складу. Зйомки завершилися 13 листопада 2020 року. У травні 2021 року фільм все ще був на стадії постпродукції. Музику для фільму написав Стівен Прайс. У липні 2021 року Закарі Квінто став частиною акторського складу.

## Випуск
Прем'єра фільму відбулася у В'єтнамі 12 липня 2024 року на кіностудії CJ Entertainment. Він був тричі перенесений з 11 березня 2022 року, 16 вересня 2022 року та 27 січня 2023 року.
Фільм став доступним у США на стрімінговому сервісі Hulu 3 липня 2025 року.